# قسم غرمسار الريفي (مقاطعة عنبر أباد)
قسم غرمسار الریفي (بالفارسية: دهستان گرمسار) هي منطقة سكنية تقع في إيران في ناحية جنوب جبال بارز. يقدر عدد سكانها بـ 7,668 نسمة .